# Calliphora fuscofemorata
Calliphora fuscofemorata är en tvåvingeart som beskrevs av Malloch 1927. Calliphora fuscofemorata ingår i släktet Calliphora och familjen spyflugor. Inga underarter finns listade i Catalogue of Life.